# Ramphotyphlops aspina
Ramphotyphlops aspina este o specie de șerpi din genul Ramphotyphlops, familia Typhlopidae, descrisă de Couper, Covacevich, Wilson 1998. Conform Catalogue of Life specia Ramphotyphlops aspina nu are subspecii cunoscute.